# Bathhouse
Bathhouse è un film del 2005 diretto da Crisaldo Pablo.

## Trama
La bathhouse è il luogo dove giovani ragazzi gay possono rilassarsi, togliersi i vestiti e farsi compagnia l'un l'altro.